# 生态生产力
生态生产力（英語：ecological productivity）是指生态系统中生物质的产生速率，通常以单位时间、单位体积（面积）的质量表示，例如克每平方米每天（gm-2d-1）。质量单位可能与干物质或生成碳的质量有关。植物等自养生物的生产力称为初级生产力，而动物等異營生物的生产力称为次级生产力。

## 初级生产
初级生产是指从无机分子合成有机化合物。大多数生态系统的初级生产以光合作用为主，在光合作用过程中，生物利用阳光、 水和二氧化碳合成有机分子。初级生产有时分为净初级生产（Net Primary Production，NPP）和总初级生产（Gross Primary Production，GPP）。总初级生产计算初级生产者吸收到有机分子中的所有碳的量。净初级生产计算初级生产者的有机分子。净初级生产还计算初级生产者吸收到的有机分子中的碳含量，但不包括随后被有机体再次分解以进行细胞呼吸等生物过程的有机分子。

## 次级生产
次级生产是系统中異營生物（消费者）的生物质生产。它是由營養級之间的有机物的转移驱动的，代表的是将食物同化而产生的新组织的数量。次级生产有时定义为仅包括植食性消费者对初级生产者的消费（而肉食性消费者的消费称为三级生产），但更普遍的定义为各种异养生物产生的所有生物质。